# Черкасов Вадим Віталійович
Вади́м Віта́лійович Черка́сов — солдат Збройних сил України.

## Життєпис
2013 року закінчив навчання в Одеському професійному ліцеї морського транспорту, матрос-зварювальник. По контракту вступив до лав ЗСУ, служив в Чабанці, Одеська область — оператор-навідник БМП.
В зоні бойових дій у складі екіпажу БМП супроводжував військові колони, ніс службу на блокпостах. При одному супроводженні колони незаконні збройні формування відкрили вогонь, далі обстріл тривав з БМП і танків, гранатометів.
Прицільним вогнем Черкасов знищив один БМП й один пошкодив, сам був поранений у руку. Лікувався в одному з військових госпіталів.

## Нагороди
31 жовтня 2014 року за особисту мужність і героїзм, виявлені у захисті державного суверенітету та територіальної цілісності України, вірність військовій присязі під час російсько-української війни, відзначений — нагороджений орденом «За мужність» III ступеня.